# Valerij Gopin
Valerij Pavlovič Gopin (rusko Валерий Павлович Гопин), sovjetski (ruski) rokometaš, * 8. maj 1964.
Leta 1988 je na poletnih olimpijskih igrah v Seulu v sestavi sovjetske rokometne reprezentance osvojil zlato olimpijsko medaljo; uspeh je ponovil čez štiri leta .